# Branchiomaldane vincenti
Branchiomaldane vincenti är en ringmaskart som beskrevs av Langerhans 1881. Branchiomaldane vincenti ingår i släktet Branchiomaldane och familjen Arenicolidae. Arten har ej påträffats i Sverige. Inga underarter finns listade i Catalogue of Life.